# 박승대
박승대(1967년 ~ )는 대한민국의 희극 배우이다.

## 주요 작품

### 방송
- 《쇼! 행운열차》 (KBS)
- 《유머 1번지》 (KBS)
- 《쇼 비디오 쟈키》 (KBS)
- 《연예가중계》 (KBS)
- 《웃찾사》 (SBS)
- 《퀴즈 펀치펀치》 (TBC) (1995)

### 영화
- 《사부님 사부님》 - 제자3
- 《각시탈 형래와 깨비깨비 도깨비》 - 도깨비2
- 《흑기사 형래와 광대들》 - 광대2
- 《황금탈 형래와 땡초도사》
- 《007 폭소대작전》
- 《IQ 제로작전》
- 《소쩍꿍 탐정》
- 《영구 홀로 집에》
- 《영구와 땡칠이》

## 가족 관계
- 배우자 : 송재연 (1978년 ~ )